# Bosque estepario de los montes Elburz
El bosque estepario de los montes Elburz es una ecorregión de la ecozona paleártica, definida por WWF, que se extiende al sur del bosque mixto hircano del Caspio.